# Церковь Святого Стефана (Уолбрук, Лондон)
Церковь Святого Стефана в Уолбруке (Сент-Стефен-Уолбрук; англ. St Stephen Walbrook) — англиканская приходская церковь в квартале Уолбрук (Сити) города Лондона (Великобритания), рядом с резиденцией Мэншн-Хауз; была основана на остатках древнеримского храма Митры; нынешнее здание было построено между 1672 и 1679 годами по проекту Кристофера Рена. С 1950 года является памятником архитектуры.

## История и описание

### Средневековое здание
Первоначальная церковь Святого Стефана стояла на западной стороне улицы, сегодня известной как Уолбрук-стрит: то есть на восточном берегу речки Уолбрук — важного для древних римлян пресноводного ручья, протекавшего через Лондонский Сити к реке Темза. Считается, что первая на этом месте церковь была построена прямо над остатками древнеримского храма Митры, в соответствии с принятой в те годы христианской практикой освящения бывших языческих мест поклонения.
В XV веке церковь была перенесена на её нынешнее — более высокое — место, на другой стороне Уолбрук-стрит. В 1429 году купец и лорд-мэр Лондона Роберт Чичеле (Robert Chichele), исполняя волю бывшего лорд-мэра Уильяма Стэндона, купил участок земли недалеко от рынка Стокс (на месте более особняка Мэншн-Хауз) и подарил его приходу. Несколько камней в фундамент нового здания были заложены во время церемонии, прошедшей 11 мая 1429 года. Готовая церковь была освящена через десять лет, 30 апреля 1439 года. При длине 125 футов (38 м) и ширине 67 футов (20 м) старое здание было значительно больше нынешнего. В храме располагался памятник композитору Джону Данстейблу.

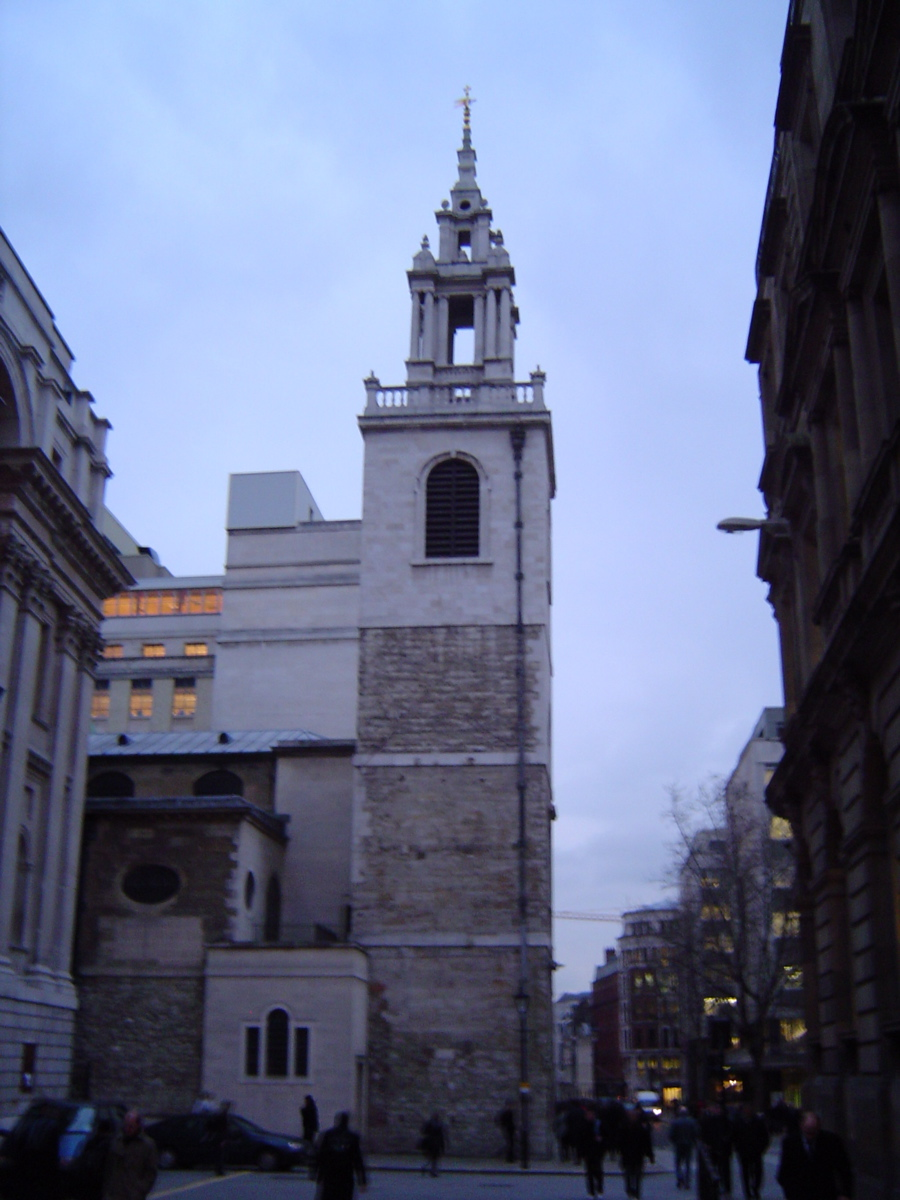
Колокольня Святого Стефана (2005)

### Современное здание
Церковь Святого Стефана была разрушена во время Великого лондонского пожара 1666 года. Близлежащая церковь Святого Бенета (St Benet Sherehog) также была разрушена во время Великого пожара, но не перестраивалась: вместо этого её приход был объединен с приходом Святого Стефана. Сегодняшнее здание было построено в период между 1672 и 1679 годами по проекту архитектора Кристофера Рена; здание обошлось в 7692 фунтов стерлингов. Каменщиком на стройке был Томас Стронг, брат Эдварда Стронга-старшего (Edward Strong the Elder), а шпиль был построен под наблюдением Эдварда Стронга-младшего. Храм имел прямоугольную проекцию с куполом и пристроенной с северо-запада башней-колокольней. Вход в церковь осуществляется по шестнадцати ступеням с западного фасада.
Рен также спроектировал крыльцо для северной стороны церкви, но его так и не построили: северная дверь была замурована в 1685 году, так как через неё в храм проникали неприятные запахи от скотобоен, размещавшихся на соседнем рынке. Стены, башня и внутренние колонны были сделаны из камня, а купол — из дерева и гипса с внешним покрытием из меди. Купол высотой в 63 фута (19 м) основан на оригинальном проекте Рена, созданного им для собора Святого Павла. Историк искусства Николаус Певзнер причислял здание храма Святого Стефана к десяти самых важных на территории Англии.

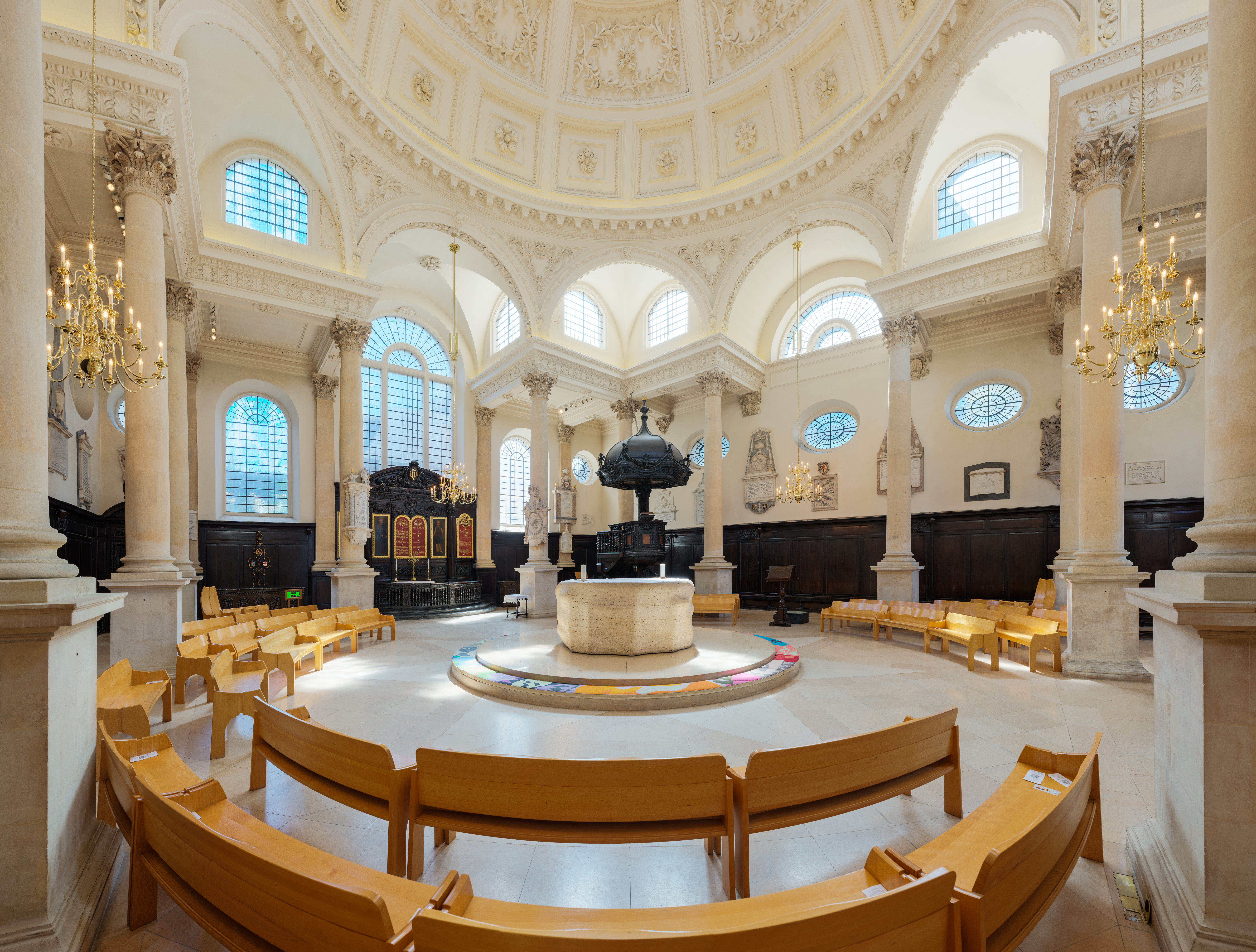
Алтарь Г. Мура (2014)

Современная резная мебель — в том числе алтарь, кафедра и купель — приписываются исследователями плотникам Томасу Кричеру и Стивену Колледжу, а также — резчикам по дереву Уильяму Ньюману и Джонатану Мэну. В 1760 году в храме был построен новый орган, созданный по проекту Джордж Ингланда (George England). В 1776 году центральное окно в восточной стене было замуровано, чтобы освободить поверхность для картины «Devout Men Taking Away the Body of St Stephen» (Благочестивые люди, уносящие тело святого Стефана), написанной Бенджамином Уэстом и заказанной пастором Томасом Уилсоном. В следующем году Уилсон установил в церкви прижизненную статую писательницы и историка Кэтрин Маколей; статуя была удалена после протестов прихожан. Восточное окно было размуровано в 1850 году: картина Уэста переместилась на северную стену во время обширной реставрации, проходившей в тот период. Памятник композитору Данстейблу был восстановлена в 1904 году.
Церковь Святого Стефана незначительно пострадала от бомбардировок Второй мировой войны: удары «Блица» 1941 года практически не повредили храм. После войны и небольшого ремонта, 4 января 1950 года, церковное здание было внесено в список памятников архитектуры первой степени (Grade I). В 1954 году приход Святого Стефана был объединен с приходим церкви Святой Марии Ботоу (St Mary Bothaw) и церкви Святого Свитуна Лондон Стоун (St Swithin London Stone). В 1987 году — в рамках крупной программы ремонта и переоборудования — в центре церкви был установлен массивный алтарь из белого полированного камня, заказанный у скульптора Генри Мура. Картина Уэста была в ходе ремонта была помещена в хранилище, а затем — продана, оказавшись в частной собственности и экспозиции Музея изящных искусств в Бостоне (США).